# Stachyris humei
A Stachyris humei a madarak osztályának verébalakúak (Passeriformes) rendjébe és a timáliafélék (Timaliidae) családjába tartozó faj.

## Rendszerezése
A fajt Louis Mandelli olasz zoológus és ornitológus írta le 1844-ben, a Heterorhynchus nembe Heterorhynchus Humei néven. Egyes szervezetek a sorolják Sphenocichla nembe Sphenocichla humei néven is.

## Előfordulása
Bhután, India és Nepál területén honos. Természetes élőhelyei a szubtrópusi vagy trópusi síkvidéki és hegyi esőerdők. Állandó, nem vonuló faj.

## Megjelenése
Testhossza 18 centiméter.

## Természetvédelmi helyzete
Az elterjedési területe nagy, egyedszáma 2500-9999 példány közötti és csökken. A Természetvédelmi Világszövetség Vörös listáján mérsékelten fenyegetett fajként szerepel.